# Мохаммед Шитта-бей
Мохаммед Шитта-бей (англ. Mohammed Shitta Bey) также известен как Олово Пупа (англ. Olowo Pupa) (1830, Уотерлу, Сьерра-Леоне — 4 июля 1895 года) — бизнесмен, филантроп, лидер мусульманской общины Лагоса.

## Биография
Мохаммед Шитта родился в деревне Уотерлу в Сьерра-Леоне, где жили освобождённые из рабства бывшие африканские невольники.
Его родители Салу и Айшат Шитта происходили из мусульманской общины Оку народа йоруба. В 1831 году семья Шитта переехала из Ватерлу в залив Фура, где отец Мохаммеда стал имамом мусульманской общины Фора-Бей. Несмотря на это Мохаммед был в детстве крещён миссионерами Церковного миссионерского общества в Фритауне. Мохаммед вернулся к мусульманской вере, когда семья Шитта эмигрировала в Бадагри в 1844 году. В 1852 году кризис в Бадагри между Акитое и Косоко заставил семью Шитты переехать в Лагос. Мохаммед стал торговым агентом фирм Pinnock B & Co и Messrs Miller & Сo. Он приобрёл участок земли в Эгге, городе вдоль реки Нигер, где он построил фабрику. К 1881 году он приобрёл пароход для перевозки грузов по реке на побережье Гвинейского залива. Он накопил значительное богатство, торгуя такими товарами, как слоновая кость, орехи кола, эгуси, смола дерева Daniellia, шкуры и одежда. Шитта расширил свою деловую деятельность по побережью до Сьерра-Леоне.
Влияние Мохаммеда Шитты также возросло, поскольку он сдружился с Обами Досунму и Ойеканом I. Шита служил советником Обы Ойекана I и финансировал кандидатуру Ойекана на трон Лагоса до тех пор, пока колониальное правительство не одобрило преемственность Ойекана и Досунму. В качестве доказательства своего политического влияния исполняющий обязанности колониального губернатора Дентон назвал Шитту мощной силой, противостоящей надзору за мусульманскими школами при Совете по образованию. Впоследствии Шитта уступил в своём противостоянии западному образованию и присоединился к другим членам мусульманской общины, чтобы продвигать идею мусульманской школы, преподающей современные предметы. Шитта также получил прозвище «Олово Пупа» (или жёлтые деньги) из-за своих знаменитых золотых монет каури. Шитта-бей был также филантропом, который жертвовал средства для развития ислама в Лагосе и Сьерра-Леоне. Он финансировал строительство мечетей в разных городах, включая мечеть Джамиул Салам в городе Фулах. Практически за его счёт была построена Центральная мечеть в Лагосе в 1873 году. Мухаммед Шитта финансировал строительство мечети Шитта-бей в 1891 году по заявкам различных авторов, которые составляли от 3000 до 13000 фунтов стерлингов. Мечеть Шитта-бей была торжественно открыта 4 июля 1894 года. На церемонии открытия присутствовали губернатор Лагоса сэр Гилберт Картер, Оба Ойекан I, Эдвард Уилмот Блайден, Абдулла Квиллиам (который представлял султана Османской империи Абдул Хамид II), а также выдающиеся христиане, жители Лагоса, такие как Джеймс Пинсон Лабуло Дэвис, Джон Отунба Пейн и Ричард Бил Блейз, а также разные иностранные представители. Во время открытия мечети от имени Абдулы Хамида II Мухаммед Шитта был удостоен титула «бей», а также награждён османским орденом Меджидия 3-го класса (высший класс для гражданских лиц). После этого Мухаммед Шитта стал известен под именем Шитта-бей.
Он занимал должность Серики Мусулуми (вождя мусульман) в Лагосе, что сделало его лидером мусульманской общины города.
Мухаммед Шитта-бей умер от гриппа в Лагосе 4 июля 1895 года, ровно через год после открытия мечети Шитта-бей.